# 庫努夫湖
51°33′N 22°30′E / 51.550°N 22.500°E
庫努夫湖是波蘭的湖泊，位於該國東部盧布林省，處於盧巴爾圖夫縣，長1.45公里、寬1.05公里，面積1.17平方公里，平均水深2.1米，最大水深3.6米。